# Hanover (Illinois)
Hanover és una vila dels Estats Units a l'estat d'Illinois. Segons el cens del 2000 tenia 836 habitants.

## Demografia
Segons el cens del 2000, Hanover tenia 836 habitants, 394 habitatges, i 230 famílies. La densitat de població era de 547,1 habitants/km².
Dels 394 habitatges en un 23,4% hi vivien nens de menys de 18 anys, en un 42,4% hi vivien parelles casades, en un 13,7% dones solteres, i en un 41,4% no eren unitats familiars. En el 37,3% dels habitatges hi vivien persones soles el 15,7% de les quals corresponia a persones de 65 anys o més que vivien soles. El nombre mitjà de persones vivint en cada habitatge era de 2,12 i el nombre mitjà de persones que vivien en cada família era de 2,78.
Per edats la població es repartia de la següent manera: un 20,8% tenia menys de 18 anys, un 9,3% entre 18 i 24, un 24,2% entre 25 i 44, un 26% de 45 a 60 i un 19,7% 65 anys o més.
L'edat mediana era de 42 anys. Per cada 100 dones de 18 o més anys hi havia 91,9 homes.
La renda mediana per habitatge era de 29.236 $ i la renda mediana per família de 40.893 $. Els homes tenien una renda mediana de 29.375 $ mentre que les dones 21.442 $. La renda per capita de la població era de 17.535 $. Aproximadament el 12,9% de les famílies i el 14,4% de la població estaven per davall del llindar de pobresa.

## Poblacions properes
El següent diagrama mostra les poblacions més properes.